# Вудбајн (Ајова)
Вудбајн (енгл. Woodbine) град је у америчкој савезној држави Ајова. По попису становништва из 2010. у њему је живело 1.459 становника.

## Демографија
Према попису становништва из 2010. у граду је живело 1.459 становника, што је -105 (-6.7%) становника више него 2000. године.
| Група             | 2000.         | 2010.         |
| Белци             | 1.529 (97,8%) | 1.433 (98,2%) |
| Афроамериканци    | 1 (0,1%)      | 2 (0,1%)      |
| Азијати           | 6 (0,4%)      | 7 (0,5%)      |
| Хиспаноамериканци | 11 (0,7%)     | 12 (0,8%)     |
| Укупно            | 1.564         | 1.459         |